# Jindřichovice pod Smrkem (stacja kolejowa)
Jindřichovice pod Smrkem – przystanek kolejowy w miejscowości Jindřichovice pod Smrkem, w powiecie Liberec w kraju libereckim, w Czechach. Znajduje się na linii kolejowej 039 Frýdlant v Čechách - Jindřichovice pod Smrkem, na wysokości 390 m n.p.m. Obecnie jest to stacja końcowa, ale przed II wojną światową linia miała swój dalszy przebieg w kierunku Polski.

## Linie kolejowe
- 039: Frýdlant v Čechách - Jindřichovice pod Smrkem